# Kneahînîne, Dubno
Kneahînîne (în ucraineană Княгинине) este localitatea de reședință a comunei Kneahînîne din raionul Dubno, regiunea Rivne, Ucraina.

## Demografie
Componența lingvistică a localității Kneahînîne
     Ucraineană (100%)
Conform recensământului din 2001, toată populația localității Kneahînîne era vorbitoare de ucraineană (100%).